# История версий iOS
Apple выпускает обновления операционной системы iOS для iPhone, iPad и iPod touch через iTunes, и, начиная с версии 5, посредством обновлений «по воздуху» (англ. FOTA — Firmware Over The Air). С выходом iOS 5 12 октября 2011 года для активации больше не требуется подключение устройства к iTunes по USB-кабелю; синхронизация данных может происходить автоматически: с компьютером по Wi-Fi и с сервисом iCloud через интернет.

## Название
iOS не имела официального названия вплоть до выпуска iOS SDK 6 марта 2008. До этого в Apple утверждали, что iPhone работает на адаптированной версии десктопной ОС от Apple — OS X. В первых версиях iOS носила название iPhone OS. Новое имя ОС получила 7 июня 2010 во время презентации WWDC 2010: необходимость в переименовании возникла после анонса iPad в марте того же года — iPhone уже не был единственным устройством, работающим на iOS.
Владельцем торговой марки iOS является компания Cisco, которая передает права на её использование по лицензии.

## Версии
29 июня 2007 Apple выпустила первую версию iPhone OS одновременно с первой моделью iPhone. Финальной версией серии 1.x была 1.1.5, выпущенная вскоре после версии 2.0.
11 июля 2008 увидела свет версия iPhone OS 2.0, которая обновлялась вплоть до версии 2.2.1.
17 июня 2009 была выпущена iPhone OS 3. ОС обновлялось до версии 3.1.1 (дата выпуска 2 февраля 2010). Для первого поколения iPhone и iPod Touch версия 3.1.3 является последней доступной. iPad был представлен вместе с версией iPhone OS 3.2, которая обновлялась вплоть до 3.2.2. Версии 3.2.x предназначались только для iPad.
21 июня 2010 была выпущена iOS 4.0 для iPhone и iPod Touch. В iOS 4.0 было анонсировано около 1500 новых API для разработчиков, а также долгожданная функция многозадачность. Для iPod Touch (2-го поколения) и iPhone 3G версия 4.2.1 является последней доступной. Однако некоторые функции остались недоступны (в том числе многозадачность и смена фона домашнего экрана).
iOS 4.2 стала первой версией, уравнявшая iPhone и iPad в доступных функциях. Выпуск CDMA-версии iPhone для Verizon Wireless вызвал ответвление iOS. Выпуск 4.2.x для CDMA продолжался, в то время как для GSM-версии iPhone, iPad и iPod Touch уже выпускалась iOS 4.3.
6 июня 2011 Apple представила iOS 5, бета-версию Apple TV 4.4, бета-версию SDK для iOS 5, а также бета-версию iCloud. iOS 5 включает iMessage (система обмена сообщениями между устройствами на iOS 5), новую систему push-уведомлений, Киоск, интеграцию с Twitter, приложение «Напоминания», улучшения для AirPlay (в том числе дублирование изображения на экране), полную интеграцию с iCloud и ещё более 200 новых функций. Появился голосовой помощник Siri. iOS 5 поддерживает все модели iPad, iPhone 4 (версии GSM и CDMA) и iPod touch (3-е и 4-е поколение). В то же время для IPod touch (3-го поколения) и iPad 1 версия 5.1.1 является последней доступной.
19 сентября 2012 года была представлена iOS 6. В этой версии, Apple решила отказаться от Google-карт и представила свои собственные. Однако, они оказались провальными. Человек отвечающий за это был уволен. Добавили приложение Passbook (в н.в Wallet). Звонки в FaceTime стали доступны без подключения Wi-Fi. В версии 6.1 стали доступны связи в сетях LTE. Это была последняя версия iOS до глобального редизайна, и последняя версия iOS 6.1.6 для iPhone 3GS и iPod Touch (4-e поколение).
На фестивале WWDC 2013 показали новую iOS 7. Здесь был полностью переработан дизайн: уход от скевоморфизма к плоскому дизайну. Обновился центр уведомлений: теперь он был размещён внизу, чтобы перейти к нему, нужно свайпнуть снизу-вверх. Появились приложения AirDrop, ITunes Radio. Для iPhone 4 версия 7.1.2 стала последней доступной версией.
2 июня 2014 года мир увидел iOS 8. В этой версии добавили Apple Pay. Появились приложения ICloud, Apple Music. С версией 8.3 для России стала доступна поддержка русского языка голосового помощника Siri.
На фестивале WWDC 2015 показали IOS 9. Приложение Passbook было переименовано в Wallet. Приложение Заметки стало поддерживать рисунки от руки. Теперь приложения при обновлениях удаляются и опять устанавливаются. Для iPod Touch (5 поколения) версия 9.3.5 стала последней доступной, а для iPhone 4s, iPad 2, iPad (3 поколения) и iPad mini – 9.3.6.
19 июня 2016 года показали iOS 10. В iOS 10 значительно переработали приложение Сообщения, появились анимации. Теперь приложения можно удалять по аналогии со сторонними, чтобы их вернуть, их нужно найти в App Store и установить. В приложении Фото появились новые возможности, одна из них «Воспоминание». Добавили виджеты. Для iPhone 5с версия 10.3.3 стала последней доступной версией, для iPhone 5 и iPad 4 – 10.3.4.
19 июня 2017 года представили iOS 11. Основной упор был сделан на iPad. Появилось приложение Файлы, добавили Drag-and-Drop. Добавилили встроенную запись экрана. С версией 11.2 появилась возможность отправлять деньги в сообщения и в Apple Pay Cash. Переработали центр уведомлений. Значок App Store также был переработан. Экран блокировки и экран уведомлений были совмещены. Эту версию получили все iPhone начиная с 2013 года (с iPhone 5s) и выше.
4 июня 2018 года представили iOS 12. Добавили новое приложение Рулетка. Также добавили функцию групповых звонков в FaceTime, однако она была настолько не удачной, что Аррle пришлось убрать эту функцию на время. Также появились Shortcut для Siri и экранное время. В Safari добавили защиту персональных данных. Эту iOS получили все iPhone которые получили IOS 11 (начиная с 5s). В то же время, версия 12.5.4 для iPhone 5s, 6, 6 Plus, iPad Air, iPad mini 2, iPad mini 3 и iPod touch (6-го поколения) стала последней.
3 июня 2019 года была анонсирована IOS 13. В эту iOS добавили тёмную тему, а окошко регулировки громкости больше не высвечивается на весь экран, оно находится аккуратно сверху. Также обновили клавиатуру. iOS 13 получили iPhone начиная с 2015 года (с iPhone 6s) и выше.
22 июня 2020 была анонсирована iOS 14. Её получили все iPhone, которые получили iOS 13 (начиная с 6S).
7 июня 2021 года прошла презентация iOS 15. В новой версии снова был переработанный дизайн. Её получили все модели, которые ранее получили iOS 14. 20 сентября 2021 состоялся релиз iOS 15.
6 июня 2022 года была анонсирована iOS 16. Была предоставлена возможность добавления виджетов на экран блокировки. Её получили все модели, которые ранее получили iOS 15, за исключением iPhone 6S, iPhone 6S Plus, iPhone 7, iPhone 7 Plus, iPad Air 2, iPad mini 4 и iPod touch (7 поколения).
5 июня 2023 года была анонсирована iOS 17. Была предоставлена возможность добавления режим ожидания. Её получили все модели, которые ранее получили iOS 16, за исключением iPhone 8, iPhone 8 Plus, iPhone X, iPad (5 поколения) и iPad Pro (1 поколения).
10 июня 2024 года была выпущена в свет бета-версия iOS 18.
На летней конференции Apple для разработчиков WWDC 2024 был представлен ряд фишек. Помимо внедрения ИИ в свои устройства, вице-президент по программному обеспечению Крейг Федериги продемонстрировал множество нововведений.
Что ждать от iOS 18
Теперь у iPhone будет свободная сетка для расположения приложений и виджетов. Более того, будет возможность вообще скрыть некоторые приложения так, чтобы они не отображались на домашнем экране. На презентации было сказано, что можно будет настраивать цвет иконок и стилизовать в единой цветовой гамме.
Еще одно новшество – это иконки для приложений в темном оформлении.
Кнопки в углах экрана блокировки теперь можно будет менять на те, что хотите вы, не ограничиваясь фонариком и камерой.
Поработала компания и над центром управления, сделав его еще более продвинутым. Теперь можно будет менять расположение и размеры элементов и даже заменить кнопки быстрого доступа на экране блокировки. То есть "Фонарик" и "Камеру" можно будет заменить на любое другое приложение.
Презентована была и новая система защиты, позволяющая закрыть любое приложение паролем – Face ID или Touch ID. Причем функция доступна и для того, чтобы запаролить целую папку с приложениями.
Незначительные изменения были добавлены в Message и Почту. Пользователи смогут отправлять отложенные SMS, расписание которых можно будет настроить через таймер. Более того, можно будет редактировать текст, стилизовать его в разных шрифтах, ставить быстрые реакции на сообщения. Что касается почты, то там появилась автоматическая сортировка писем.
Новая фишка Tap to Сash. Нововведение дает возможность оплачивать или переводить деньги касанием смартфонов друг к другу. Опция будет доступна только в некоторых странах и в избранных банках.
Заметно обновили приложение "Фото". К примеру, теперь фото будут автоматически группироваться по событиям, геолокации, времени и так далее.
Apple Intelligence
Самым главным изменением в iOS 18 стало внедрение ИИ-системы Apple Intelligence. О ней мы уже рассказывали подробно, тем не менее стоит отметить, что система пока доступна только на территории США. Она дает ряд различных преимуществ, которые действительно удивляют.
Голосовой помощник Siri обзавелся настоящим человеческим голосом, который едва можно отличить от реального.
Можно будет генерировать свои эмодзи и пользоваться ими в мессенджерах.
Siri будет иметь доступ к приложениям, точнее, взаимодействовать с ними. Помощника можно будет просить найти фото, настроить маршрут или включить музыку. Более того, девушка на презентации Siri поставила вопрос "Когда приедет моя мама?". Голосовой помощник пробежался по всем перепискам и в итоге нашел дату, в которую прилетает ее мама, и сообщил об этом.
Появится функция записи звонков, а также возможность их транскрипции.
При помощи ИИ можно будет удалять нежелательные объекты на фото и очищать фон.
Apple обеспечивает одну и ту же версию iOS для моделей iPhone и iPod Touch, выпущенных в один год. Пользователи iPhone получали обновления бесплатно, в то время как владельцы iPod Touch были вынуждены платить за обновления до iPhone OS 2 и 3. Начиная с версии 4, iOS стала бесплатной для всех устройств.

## История версий
|  | Прекращённые |  | Текущие |  | Будущая |

| Версия  | Номер сборки  | Дата релиза     | Последняя версия для |
| ------- | ------------- | --------------- | --- |
| 3.1.3   | 7E18          | 2 февраля 2010  | iPhone (1-е поколение); iPod touch (1-е поколение) |
| 4.2.1   | 8C148         | 22 ноября 2010  | iPhone 3G; iPod touch (2-е поколение) |
| 5.1.1   | 9B206         | 7 мая 2012      | iPod touch (3-е поколение); iPad (1-е поколение) |
| 6.1.6   | 10B400        | 21 февраля 2014 | iPhone 3GS; iPod touch (4-e поколение) |
| 7.1.2   | 11D257 11D258 | 30 июня 2014    | iPhone 4 |
| 9.3.5   | 13G36         | 25 августа 2016 | iPod touch (5-е поколение) |
| 9.3.6   | 13G37         | 22 июля 2019    | iPhone 4s; iPad 2, iPad (3-е поколение), iPad mini |
| 10.3.3  | 14G60         | 19 июля 2017    | iPhone 5c |
| 10.3.4  | 14G61         | 22 июля 2019    | iPhone 5, iPad 4 |
| 12.5.7  | 16Н81         | 23 января 2023  | iPhone 5s; iPhone 6; iPhone 6 Plus; iPad Air; iPad mini 2; iPad mini 3; iPod touch (6-е поколение) |
| 15.8.4  | 19H390        | 31 марта 2025   | iPhone SE, iPhone 6S, iPhone 6S Plus, iPhone 7, iPhone 7 Plus, iPad Air 2, iPad mini 4, iPod touch (7 поколения) |
| 16.7.11 | 20H360        | 31 марта 2025   | iPhone 8, iPhone 8 Plus, iPhone X, iPad (5-е поколение), iPad Pro (1-е поколение) |
| 17.7.7  | 21H433        | 12 мая 2025     | iPad (6-е поколение), iPad Pro (2-е поколение) |
| 18.5    | 22F76         | 12 мая 2025     | iPhone XS, iPhone XS Max, iPhone XR, iPhone 11, iPhone 11 Pro, iPhone 11 Pro Max, iPhone SE 2, iPhone 12, iPhone 12 mini, iPhone 12 Pro, iPhone 12 Pro Max, iPhone 13 и iPhone 13 mini, iPhone 13 Pro, iPhone 13 Pro Max, iPhone SE 3, iPhone 14, iPhone 14 Plus, iPhone 14 Pro и iPhone 14 Pro Max, iPhone 15, iPhone 15 Plus, iPhone 15 Pro и iPhone 15 Pro Max, iPhone 16, iPhone 16 Plus, iPhone 16 Pro и iPhone 16 Pro Max, iPhone 16e, iPad (7-е поколение), iPad (8-е поколение), iPad (9-е поколение), iPad (10-е поколение), iPad (11-е поколение), iPad Air (3-е поколение), iPad Air (4-е поколение), iPad Air (5-е поколение), iPad Air (6-е поколение), iPad Air (7-е поколение), iPad mini (5-е поколение), iPad mini (6-е поколение), iPad Mini (7-го поколения), iPad Pro (3-е поколение), iPad Pro (4-е поколение), iPad Pro (5-е поколение), iPad Pro (6-е поколение), iPad Pro (7-е поколение) |